# Autorenpreis der deutschsprachigen Theaterverlage
Der Autorenpreis der deutschsprachigen Theaterverlage war ein D-A-CH-Literaturpreis für Dramatiker, der erstmals 2001 und letztmals 2005 verliehen wurde. Ab 2006 trat an seine Stelle der Preis der Deutschen Theaterverlage, der abwechselnd Musiktheater und Schauspielhäuser für ihre Arbeit auszeichnet, indes keine Bühnenautoren mehr. Die Preisverleihung für den Autorenpreis fand regelmäßig im Rahmen des Heidelberger Stückemarkts statt.

## Preisträger
- 2005: Volker K. Geissler für Im Haus, erschienen im Drei Masken Verlag, München
- 2004: Wilhelm Genazino für Lieber Gott mach mich blind, erschienen im Verlag der Autoren, Frankfurt
- 2003: Thilo Reffert für Evariste Galois, erschienen im Merlin Verlag, Gifkendorf
- 2002: Rebekka Kricheldorf für Prinzessin Nicoletta, erschienen im Gustav Kiepenheuer Bühnenvertrieb, Berlin
- 2001: Robert Woelfl für Kommunikation der Schweine, erschienen im S. Fischer Verlag, Frankfurt

## Belege
1. ↑  Bisherige Preisträger beim Preis der Deutschen Theaterverlage